# اگیر

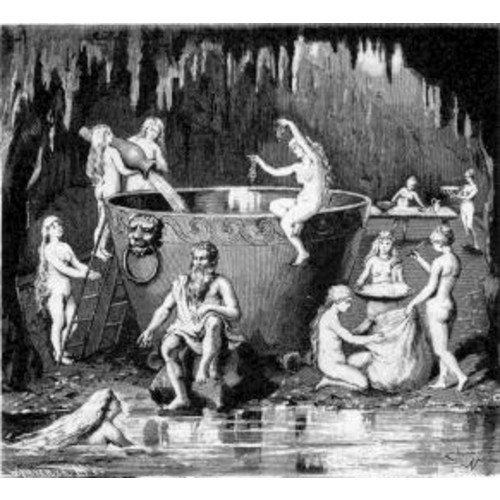
اگیر و ران و ۹ دخترشان در حال تهیه اِیل. تصویر از دست‌نوشته‌ای سوئدی از ادای شاعرانه، سده نوزدهم.

اِگیر (انگلیسی: Ægir) نام یک یوتون (غول) و تجسمی از دریا در اساطیر نورس بود. اگیر مسئول دریاست و ملوانان از او التماس سفر آرام را دارند.
در متون اسکاندیناوی قدیم، اگیر میزبان خدایان در تالارهای خود است و آبجوساز نیز هست. اگیر به مهمان‌نوازی معروف است و پیمانه‌های تالار او همیشه پر است. 
در این اسطوره‌ها اگیر با ایزدبانونی به نام ران (Rán) ازدواج کرده‌است، که او نیز شخصیت دریا را به نمایش می‌گذارد. از آن‌ها ۹ دختر زاده شده که شخصیت‌یافتهٔ امواج هستند، و پسری به نام اسنر (Snær) که پیکریافتهٔ برف است. نام این ۹ دختر هیمینگلوا، دوف، بلودوگادا، هفرینگا، اودا، هرونا، بیلگیا، بارا و کولگا بود. اگیر همچنین دو برده داشت به نام‌های فیمافِنگ و اِلدی. اولین آن‌ها توسط لوکی به قتل رسید، اما دلایل این قتل مشخص نیست. 
گونه‌ای از سنگ به نام اگیرین نام خود را از این ایزد گرفته‌است.